# The Girl Who Cried Wolf
The Girl Who Cried Wolf is de eenentwintigste aflevering van het achtste seizoen van het tienerdrama Beverly Hills, 90210, die voor het eerst werd uitgezonden op 25 februari 1998.

## Plot
Noah en Valerie zitten nu allebei op het politiebureau, Noah vertelt dat ze seks hebben gehad met wederzijdse toestemming maar Valerie vertelt dat zij nooit toestemming heeft gegeven en dat zij onder invloed was van GHB. Nu is het de beurt aan de politie over wie ze geloven. David en Donna wachten in de wachtkamer op wat er gebeuren gaat. Noah mag weg en nu moet hij opbiechten van de nacht aan Donna, die hier niet blij mee is. David neemt Valerie niets kwalijk omdat hij ervan uitgaat dat Noah haar verkracht heeft. Dit doet de sfeer tussen David en Donna ook niet goed. De rest van de vriendengroep denkt dat Valerie zelf schuldig is vanwege haar verleden waarin ze meer leugens verteld heeft. Brandon die Valerie niet af wil vallen heeft moeilijk met deze situatie. Valerie kan de sfeer in het huis niet meer aan en besluit om mee te gaan naar het huis van David. Dan blijkt dat de openbare aanklager Noah niet aanklaagt omdat er niet genoeg bewijs is. Valerie is hier razend over en besluit Noah toch aan te klagen voor de civiele rechtbank om smartengeld te eisen van Noah. Nu begint de groep toch te beseffen dat Valerie nu misschien toch de waarheid spreekt. Ondertussen weet Josh dat hij dit veroorzaakt heeft omdat hij de GHB in het drankje heeft gedaan maar kan dit niet vertellen aan Noah. Daarom probeert hij op een andere manier hulp te bieden, wat niet altijd gewaardeerd wordt door Noah.
Als dit nog niet genoeg is voor Donna speelt haar rugpijn steeds meer op die ze opgelopen heeft bij het ongeluk. Ze slikt steeds meer pijnstillers om de pijn weg te drukken. Als deze op zijn en geen nieuwe meer krijgt komt er een oplossing, Josh heeft nog wat zware pijnstillers die hij wel aan haar wil geven. Donna raakt steeds meer verslaafd aan deze pillen en smeekt Josh om meer pillen. Noah zoekt toenadering naar Donna maar zij is alleen bezig om aan pillen te komen en duwt Noah weg. Tot overmaat van ramp krijgt ze op haar werk steeds meer werk erbij. Als Josh niets meer geeft dan gaat Donna langs bij haar vader die in het kliniek werkt bij Kelly en breekt daar het medicijnenkast open.
Steve trekt nog steeds op met de politieagente die hij pas ontmoet heeft en Steve en Brandon krijgen een kans om een keer mee te rijden als zij dienst heeft. Ze nemen de uitnodiging aan en willen zo een verhaal schrijven voor hun krant. Als ze mee rijden ontmoeten ze de partner van haar, een oude rot in het vak. Ze krijgen een oproep om een overvaller op te pakken en dan zien de politiemensen een bekende draaideurcrimineel lopen waarvan ze denken dat hij degene is die ze op moeten pakken en zetten ze de achtervolging in. Als hij in het nauw gedreven is dan wordt hij met veel geweld opgepakt. Brandon vindt dit te veel van het goede en zet vraagtekens met deze arrestatie. Vooral als later blijkt dat deze onschuldig is. Brandon wil dit allemaal in de krant zetten maar Steve en de politieagente vragen hem dit niet te doen om de carrière van haar partner niet te ruïneren

## Rolverdeling
- Jason Priestley - Brandon Walsh
- Jennie Garth - Kelly Taylor
- Ian Ziering - Steve Sanders
- Brian Austin Green - David Silver
- Tori Spelling - Donna Martin
- Tiffani Thiessen - Valerie Malone
- Joe E. Tata - Nat Bussichio
- Lindsay Price - Janet Sosna
- Vincent Young - Noah Hunter
- Michael Trucco - Josh Hunter
- Robert Curtis Brown - Robert Gwinnet
- Paul Popowich - Jasper McQuade